# Tabanus denshamii
Tabanus denshamii är en tvåvingeart som beskrevs av Austen 1908. Tabanus denshamii ingår i släktet Tabanus och familjen bromsar. Inga underarter finns listade i Catalogue of Life.